# رئيس وزراء فيتنام
رئيس وزراء فيتنام هو المسؤول الأول عن حكومة فيتنام، ويترأس اجتماعاتها (التي كانت تُسمى سابقًا مجلس الوزراء). كما يشرف على عمل أعضاء الحكومة، وله الحق في اقتراح نواب لرئيس الوزراء أمام الجمعية الوطنية.
يعد رئيس الحكومة مسؤولاً أمام الجمعية الوطنية ويشغل منصب نائب رئيس مجلس الدفاع والأمن. بالإضافة إلى ذلك، يشغل رئيس الوزراء منصب رئيس مجلس التعليم الوطني، وعضو دائم في اللجنة العسكرية المركزية ولجنة الحزب المركزية للشرطة. مدة ولاية رئيس الوزراء خمس سنوات، قابلة للتجديد مرة واحدة. ويشغل فام مينه شينه هذا المنصب منذ عام 2021. في حال تعذر على رئيس الوزراء أداء مهامه، يتولى نائب رئيس الوزراء القيام بمهامه بالإنابة إلى أن يتمكن رئيس الوزراء من العودة إلى عمله أو يتم تعيين رئيس وزراء جديد.
لقد اختلفت صلاحيات ومكانة رئيس الوزراء على مر السنين. فقد كان فام فان دونج، أول رئيس وزراء لفيتنام الموحدة، يعبر في كثير من الأحيان عن شكواه من قلة سلطاته الفعلية. ومنذ وفاة فام هونغ في عام 1988، أصبح رئيس الوزراء يحتل المرتبة الثالثة في ترتيب الأسبقية داخل المكتب السياسي للحزب الشيوعي، وهو الهيئة العليا لصنع القرار في فيتنام.

## تاريخ
تم تعيين هو تشي مينه، الذي شغل أيضًا منصب رئيس البلاد، كأول رئيس وزراء لفيتنام في عام 1946 من قبل الجمعية الوطنية، بعد أن خدم لعدة أشهر كرئيس بالإنابة للحكومة المؤقتة ووزير للخارجية في أعقاب ثورة أغسطس عام 1945.  تنص دستورا عامي 1946 و1959 على أن الجمعية الوطنية لديها سلطة تعيين رئيس الوزراء وإعفائه من مهامه. ترأس رئيس الوزراء مجلس الوزراء، أعلى هيئة تنفيذية للدولة، منذ عام 1981 حتى تمت إعادة تسميته إلى الحكومة في دستور عام 1992. تمت إعادة تسمية منصب رئيس الوزراء في دستور عام 1980 إلى منصب رئيس مجلس الوزراء.
فام فان دونغ، شغل منصب رئيس وزراء فيتنام الشمالية من عام 1955 حتى عام 1976، عندما أصبح رئيس وزراء فيتنام الموحدة، ثم حتى عام 1987، عندما استقال. عند استقالته، أصبح رئيس الوزراء الأطول خدمة في تاريخ فيتنام، ورئيس الوزراء الأقدم خدمة في العالم. كان يشكو كثيرًا من كونه أحد أضعف رؤساء الوزراء في العالم، وفي إحدى المناسبات قال: "لا أستطيع أن أفعل شيئًا. عندما أقول شيئًا، لا أحد يستمع. إذا اقترحت تغيير نائب وزير، يتبين أن ذلك مستحيل. لا يمكنني حتى اختيار وزرائي". منذ وفاة فام هونج في عام 1988، احتل رئيس الوزراء المرتبة الثالثة في ترتيب الأسبقية للمكتب السياسي للحزب الشيوعي.

## الواجبات والصلاحيات والمسؤوليات
تقوم الجمعية الوطنية بناء على اقتراح من رئيس فيتنام بانتخاب رئيس الوزراء. رئيس الوزراء مسؤول أمام الجمعية الوطنية، وتنتخب الجمعية جميع الوزراء في الحكومة. ويجب أن يقدم رئيس الوزراء تقارير الأنشطة إلى الجمعية الوطنية، في حين تشرف اللجنة الدائمة للجمعية الوطنية على أنشطة الحكومة المركزية ورئيس الوزراء. وأخيرا، يتمتع نواب مجلس الأمة بحق استجواب رئيس الوزراء وأعضاء الحكومة الآخرين.
رئيس الوزراء هو العضو الوحيد في الحكومة الذي يجب أن يكون عضوا في الجمعية الوطنية. وذلك لأن رئيس الوزراء مسؤول أمام الجمعية الوطنية، ويقدم تقاريره إليها، أو إلى لجنتها الدائمة، وإلى الرئيس. ويصدر رئيس الوزراء التوجيهات ويشرف على تنفيذ الأوامر الرسمية الصادرة عن الرئيس أو الجمعية الوطنية أو اللجنة الدائمة. يعتبر أعضاء مجلس الوزراء وأعضاء الحكومة المركزية بشكل عام مسؤولين أمام رئيس الوزراء والجمعية الوطنية عن المجالات التي يتخصصون فيها.  وفقًا لدستور فيتنام ، فيما يلي واجبات وصلاحيات ومسؤوليات رئيس الوزراء:
- رئاسة الحكومة المركزية، وتوجيه أعمال أعضاء الحكومة المركزية، والمجالس الشعبية على كافة المستويات، ورئاسة اجتماعات مجلس الوزراء؛[9]
- اقتراح إنشاء أو حل الوزارات أو الأجهزة ذات الدرجة الوزارية على مجلس الأمة؛ وتقديم مقترحات إلى مجلس الأمة أو، عندما لا يكون في دورة انعقاد، إلى لجنته الدائمة، للموافقة عليها، بشأن تعيين أو إعفاء أو إقالة نواب رئيس الوزراء والوزراء وغيرهم من أعضاء الحكومة؛
- تعيين أو إعفاء أو فصل نواب الوزراء والمسؤولين من نفس الدرجة؛ والموافقة على انتخاب رؤساء ونواب رؤساء اللجان الشعبية للمقاطعات والمدن الخاضعة للحكم المركزي المباشر وإعفائهم من مناصبهم وانتدابهم وفصلهم؛
- تعليق أو إلغاء قرارات وتوجيهات ومنشورات الوزراء وغيرهم من أعضاء الحكومة وقرارات وتوجيهات مجالس الشعب ورؤساء اللجان الشعبية للمحافظات والمدن الخاضعة للحكم المركزي المباشر والتي تتعارض مع الدستور أو القانون أو غير ذلك من الوثائق الرسمية المكتوبة لأجهزة الدولة العليا؛
- تعليق تنفيذ قرارات مجالس الشعب في المحافظات والمدن الخاضعة للحكم المركزي المباشر التي تخالف الدستور أو القانون أو الأوامر الرسمية المكتوبة الصادرة عن الأجهزة العليا للدولة؛ وفي الوقت نفسه اقتراح إلغائها على اللجنة الدائمة للجمعية الوطنية؛
- تقديم تقارير منتظمة إلى الشعب من خلال وسائل الإعلام بشأن القضايا الرئيسية التي يتعين على الحكومة تسويتها.
- عندما يكون رئيس الوزراء غائباً، يجب عليه اختيار أحد نوابه لإدارة عمل الحكومة.[10]

يشغل رئيس الوزراء في الوقت نفسه منصب أمين عام لجنة الكتلة الحكومية للحزب الشيوعي الفيتنامي. ويشغل رئيس مجلس الأمة منصب نائب رئيس اللجنة. ويبلغ عدد أعضاء اللجنة حاليا عشرة أعضاء، كلهم يشغلون مناصب حكومية. يتم تعيين أعضاء اللجنة من قبل المكتب السياسي، وتكون اللجنة نفسها مسؤولة أمام المكتب السياسي والأمانة العامة. وتعتمد عملية اتخاذ القرار داخل اللجنة على مبادئ القيادة الجماعية.